# Amina Cifrić
Amina Cifrić ist eine bosnische Leichtathletin, die sich auf den Stabhochsprung spezialisiert hat und aktuell Inhaberin des Landesrekordes ist.

## Sportliche Laufbahn
Erste internationale Erfahrungen sammelte Amina Cifrić im Jahr 2025, als sie bei den U20-Balkan-Hallenmeisterschaften in Sofia mit übersprungenen 3,40 m den fünften Platz belegte und damit einen neuen Landesrekord aufstellte.